# Koryčany
Koryčany é uma cidade checa localizada na região de Zlín, distrito de Kroměříž.

## História
A primeira menção escrita de Koryčany é de 1321. Em 1349, Koryčany foi referida pela primeira vez como uma cidade mercantil. O Castelo de Cimburk foi construído entre 1327 e 1333 e tornou-se o centro da propriedade. No século XVII o castelo perdeu importância e em 1720 foi abandonado.
A população judaica foi documentada pela primeira vez em 1567. A comunidade estava no auge em meados do século XIX. As últimas quatro famílias desapareceram como resultado do Holocausto.
 

Em 1967, Koryčany foi elevada a cidade. Os municípios anteriormente separados de Jestřabice e Lískovec foram unidos a Koryčany em 1976.